# Habib Yammine
Habib Yammine is een Libanese musicus, componist, (etno)musicoloog en pedagoog. 
Hij schreef een doctoraat over de Jemenitische muziektraditie en is auteur van een aantal artikels over de Arabische muziek. Habib Yammine is een autoriteit op het gebied van de oude Arabische ritmes. Hij doceert etnomusicologie aan de Université Paris 8 (Saint-Denis, Parijs), theorie over de Arabische muziek aan de Cité de la Musique (Parijs) en darbuka aan de Association Maqam (Rijsel). Yammine is niet alleen theoretisch onderlegd, maar is ook een begenadigd muzikant. Behalve de darbuka bespeelt Yammine ook de riq, de daf en de bendir.
Samen met zangeres Aïcha Redouane richtte hij het ensemble al-Adwâr op (mv. van 'dawr' dat 'muzikale beweging' of 'muzikale compositie' betekent), waarbinnen hij functioneert als componist en percussionist (naast andere Egyptische, Libanese en Marokkaanse musici).

## Publicaties
- "L'évolution de la rotation rythmique dans la musique arabe du IXe à la fin du XXe siècle", Cahiers de musiques traditionnelles, 12, 95-121
- "Les timbales dans la société villageoise tribale des hauts-plateaux yéménites, statut social, organologie et technique de jeu", Percussions, nº8, nouvelle série, 2002, 6 pages